# Mesoleptus definitus
Mesoleptus definitus là một loài tò vò trong họ Ichneumonidae.